# 磯田和蔵
磯田 和蔵（いそだ わぞう、1849年（嘉永元年12月） - 1901年（明治34年）8月23日）は、明治時代の弁護士、政治家。衆議院議員（2期）。

## 経歴
奈良県出身。漢学を学び、農業を営む。弁護士試験に合格し、弁護士となる。
1894年の第4回衆議院議員総選挙において奈良3区から立候補したが落選した。1898年の第5回衆議院議員総選挙で初当選。同年の第6回総選挙で再選した。在職中の1901年に死去した。